# مدينة الجميرا
مدينة جميرا هي منتجع سياحي خمسة نجوم في إمارة دبي يمتد على شاطئ بطول 2 كيلومتر ويضم ثلاثة فنادق هي فندق ميناء السلام وفندق القصر وفندق دار المصيف والفلل الملكية وأكثر من 40 مطعم.

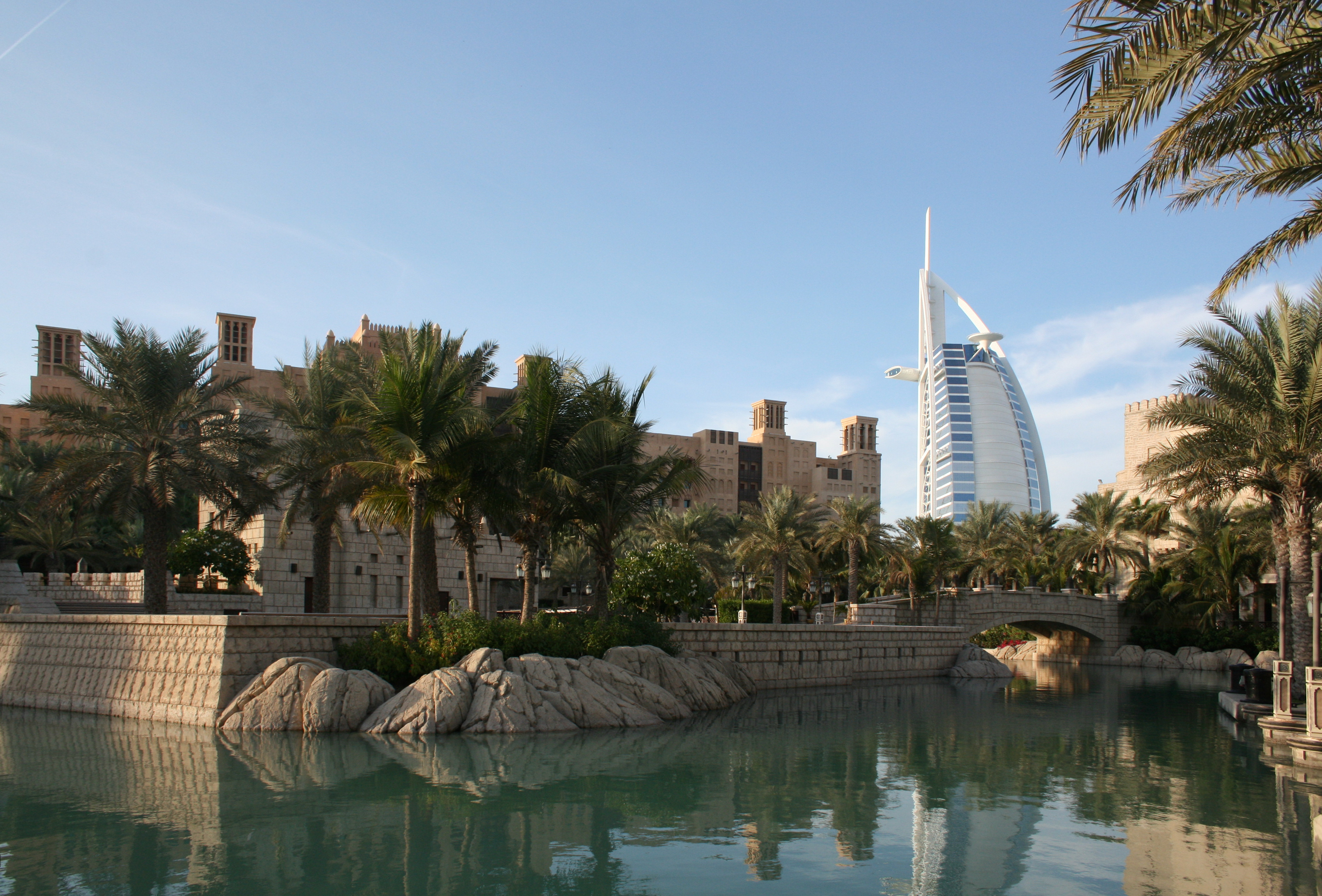
اطلالة لمدينة الجميرا في دبي

مدينة الجميرا، المنتجع العربي - دبي، هي منتجع فاخر 5 نجوم في دبي، وتعتبر أيضاً أكبر منتجع في الإمارة، ممتد على أكثر من 40 هكتار من المناظر الطبيعية والحدائق. إنها مصممة لتشبه المدينة العربية التقليدية. يضم المنتجع فندقين فخمين (القصر وميناء السلام) وفناء من 29 منزلاً صيفياً يدعى دار المصيف. يضم المنتجع أكثر من 40 مطاعم وبار.

## الموقع
يقع المنتجع على شاطئ الجميرا بجانب فندق جميرا بيتش وبرج العرب. يمكن الوصول إليه من شارع ام سقيم غربا أو شارع الجميرا جنوبا.
تقع مدينة الجميرا على طول كيلومتر واحد من الشاطئ الخاص المجاور لفندق الجميرا بيتش برج العرب، والحديقة المائية وايلد وادي. وهي مسافة 30 دقيقة بالسيارة تقريباً من مطار دبي الدولي في غير وقت ذروة الازدحام.

## التاريخ
لقد قام المطور ميراج ميل بالاحتفاظ بالمملكة الخلاقة (الولايات المتحدة / دبي) لإنشاء مفهوم للمنتجع. ثم قامت المملكة خلاقة بعمل كمهندس تصميم لثلاث مراحل تطوير مع معماريي د.س.أ (دبي / جنوب أفريقيا) بوصفهم مهندسي السجل. استغرق المشروع 36 شهراً لاستكمال البناء من لوحات الرسم الأولي إلى افتتاح المرحلة الأولى من المنتجع، ميناء السلام، في أيلول / سبتمبر 2003. كان المفهوم الأساسي هو إعادة الحياة كما كانت عليه بالنسبة للمقيمين على طول خور دبي، مع استكمال الممرات المائية، العبرات، أبراج الرياح والسوق المزدحم.

## التصميم
تضم مدينة الجميرا ثلاثة فنادق فخمة. القصر الذي يترجم حرفياً إلى القصر، ميناء السلام، ودار المصيف. المنازل الصيفية العربية الواقعة حول أراضي المنتجع مع إطلالات على الشاطئ الخاص والحدائق. يوفر المنتجع أيضاً مرافق المؤتمرات والمآدب، وخيارات متنوعة لتناول الطعام، مع أكثر من 40 مطعماً تتراوح من العادية إلى تناول الطعام الرسمي، مع بعض المطاعم العالمية الشهيرة.
لقد كان ميناء السلام أو 'وميناء السلام " من أول الفنادق الفخمة أالتي تم إكمالها، ويضم 292 غرفةً وجناحاً.
يضم القصر، الذي يترجم حرفياً إلى «القصر»، 292 غرفةً وجناحاً، صممت لتعكس السكن الصيفي للشيخ.
يتكون دار المصيف من 29 خلوة سكنية مستقلة من طابقين مستوحاة من المنازل الصيفية العربية التقليدية. يضم كل من «البيوت» 29، 8-11 غرفة وجناح والتي تمتد عبر أراضي المنتجع، تحيط بها الحدائق، مع البعض التي تقع على شاطئ البحر، ويمكن للضيوف الحصول خدمة الخادم الشخصي على مدار 24 ساعة.
إن مسافة 5.4 كم من الممرات المائية تصل المناطق مختلفة من المنتجع، والتاكسي المائي (العبرة (قارب)) التي تسمح للنزلاء السفر على طولها إلى جميع أنحاء المنتجع. يكون الممر المائي في تدفق مستمر مع مياه البحر التي يتم ضخها فيه في نهاية واحدة من المنتجع وتتدفق عائدة إلى البحر في الطرف الآخر. كما أن الممرات المائية هي أيضاً ملاذ للسلاحف والتي تهدف إلى إعادة تأهيل السلاحف المصابة.

## إعادة تأهيل السلاحف
إن الممرات المائية لمدينة الجميرا هي ملاذ للسلاحف وتهدف إلى إيواء السلاحف المصابة قبل إطلاقها مرة أخرى إلى البرية. إن قلم سلحفاة الواقع في ميناء السلام يقع مباشرةً بين المنى ومطاعم تشنغ هي.

## وصلات خارجية
- الموقع الرسمي

‌